# 錫淳
錫縝（1823年—1887年），初名錫淳、錫純，博爾濟吉特氏，满洲正蓝旗人，字子默、厚安、厚庵，號渌矼，清朝政治人物、進士出身。

## 生平
道光甲辰科举人，咸丰丙辰科进士。授戶部候補主事，升任戶部郎中。同治十一年，任江西督糧道。光緒四年，擔任駐藏大臣，后因病辭職歸鄉。善於書法、詩文。著有《退復軒詩文集》。

## 家庭
- 曾祖多隆武，世袭子爵；
- 祖尚安泰，世袭一等轻车都尉加一云骑尉；
- 父保恒，官副都统、哈密办事大臣，娶进士鄂恒胞姐。
- 弟弟錫綸，官伊犁将军;
- 妹妹嫁山东巡抚明興曾孙、广西左江道重倫之孫、内阁中书聯豐之子，镶黄旗满洲沙濟富察氏觀祜；
- 妻子那穆都鲁氏，湖广总督台湧女、继妻佟佳氏；
- 子齡昌，光绪乙亥举人,候选主事；[7]
- 儿媳正蓝旗汉军徐氏，嘉庆庚辰进士、礼部尚书徐澤醇之孙女，道光庚子举人、山东知府徐彬之女。